# كليبر تيز
كليبر تيز Clipper شركة شاي بريطانية، مقرها في بيمنستر في دورست، تأسست عام 1984.
في عام 1994 كانت من أول الشركات في  المملكة المتحدة التي تحصل على شهادة التجارة العادلة.
بيعت كليبر عام 2012 إلى رويال ويسانن مقابل 50 مليون جنيه إسترليني.